# Christopher Cardone
Christopher Michael Cardone (Long Island, 20 dicembre 1957) è un missionario e arcivescovo cattolico statunitense, dal 22 giugno 2016 arcivescovo metropolita di Honiara.

## Biografia
Christopher Michael Cardone è nato il 20 dicembre 1957 a Long Island, Stato federato ed arcidiocesi di New York, nella parte settentrionale della East Coast negli Stati Uniti d'America.

### Formazione e ministero sacerdotale
Ha frequentato le scuole primarie e secondarie di primo grado a New York, iscrivendosi poi presso il Providence College, istituto privato di orientamento cattolico nell'omonima città del Rhode Island, unico nel Paese ad essere sotto la gestione dei domenicani. In questo periodo ha deciso di seguire la vocazione sacerdotale ed è entrato nell'Ordine dei frati predicatori, emettendo la professione il 15 agosto 1981. Dopo aver terminato gli studi presso la Dominican House of Studies a Washington, ha ricevuto l'ordinazione sacerdotale il 30 maggio 1986 all'età di ventotto anni.
Poco dopo l'ordinazione gli è stato assegnato il primo incarico pastorale come vicario parrocchiale nella parrocchia di San Gertrude a Madeira, in Ohio. Due anni dopo, nel 1988, è stato trasferito nel vicariato domenicano delle Isole Salomone e Papua Nuova Guinea, dove ha prestato servizio pastorale in diverse parrocchie nella diocesi di Gizo: assistente a Nila, nelle Isole Shortland, direttore delle vocazioni ed assistente nella cattedrale di San Pietro a Gizo, nell'isola di Nuova Georgia, infine vicario generale della diocesi dal 1992 al 1994. Dopo essere rientrato brevemente negli Stati Uniti, l'anno successivo è tornato nelle Isole Salomone, ricoprendo dal 1995 il ruolo di parroco a Noro, sempre in Nuova Georgia. Nel 2000 è divenuto parroco a Nila ed anche insegnante part-time alla Community High School di Tuha, entrambi incarichi svolti fino alla promozione all'episcopato.

### Ministero episcopale
Il 27 marzo 2001 papa Giovanni Paolo II lo ha nominato, quarantatreenne, vescovo ausiliare di Gizo assegnandogli contestualmente la sede titolare di Tuburnica. Ha ricevuto la consacrazione episcopale il successivo 9 giugno, nella cattedrale di San Pietro a Gizo, per imposizione delle mani di Bernard Cyril O'Grady, O.P., vescovo di Gizo, assistito dai co-consacranti Brian James Barnes, O.F.M., arcivescovo metropolita di Port Moresby, ed Eusebius John Crawford, O.P., vescovo emerito di Gizo. Come suo motto episcopale ha scelto Serving the Lord with gladness, che tradotto vuol dire "Servire il Signore con gioia".
Il 19 ottobre 2004 lo stesso papa Giovanni Paolo II lo ha trasferito, quarantaseienne, come vescovo di Auki; è succeduto al settantunenne Gerard Francis Loft, S.M., primo ordinario della diocesi, dimessosi contestualmente per motivi di salute dopo ventuno anni di governo pastorale. In seguito ha preso possesso della nuova sede durante una cerimonia svoltasi presso la cattedrale di Sant'Agostino ad Auki.
Il 25 giugno 2005 si è recato in Vaticano, assieme agli altri membri della Conferenza dei vescovi cattolici di Papua Nuova Guinea ed Isole Salomone, per la visita ad limina apostolorum, con lo scopo di conoscere il nuovo papa Benedetto XVI e discutere della situazione e dei problemi relativi alla sua diocesi. Ha compiuto una seconda visita ad limina l'8 giugno 2012.
Il 22 giugno 2016 papa Francesco lo ha promosso, cinquantottenne, arcivescovo metropolita di Honiara; è succeduto al settantaseienne Adrian Thomas Smith, S.M., dimessosi contestualmente per raggiunti limiti d'età dopo ben trentadue anni di governo pastorale. Ha preso possesso dell'arcidiocesi durante una cerimonia svoltasi presso la cattedrale della Santa Croce ad Honiara il 10 settembre successivo.
Il 1º ottobre 2018 è stato ricevuto in udienza privata dal pontefice insieme ai propri familiari.

## Genealogia episcopale e successione apostolica
La genealogia episcopale è:
- Cardinale Scipione Rebiba
- Cardinale Giulio Antonio Santori
- Cardinale Girolamo Bernerio, O.P.
- Arcivescovo Galeazzo Sanvitale
- Cardinale Ludovico Ludovisi
- Cardinale Luigi Caetani
- Cardinale Ulderico Carpegna
- Cardinale Paluzzo Paluzzi Altieri degli Albertoni
- Papa Benedetto XIII
- Papa Benedetto XIV
- Papa Clemente XIII
- Cardinale Bernardino Giraud
- Cardinale Alessandro Mattei
- Cardinale Pietro Francesco Galleffi
- Cardinale Filippo de Angelis
- Cardinale Amilcare Malagola
- Cardinale Giovanni Tacci Porcelli
- Papa Giovanni XXIII
- Vescovo Eusebius John Crawford, O.P.
- Vescovo Bernard Cyril O'Grady, O.P.
- Arcivescovo Christopher Michael Cardone, O.P.